# Bekim Christensen
Bekim Leif Christensen, né le 17 septembre 1973 à Roskilde, est un coureur cycliste et triathlète danois.

## Biographie
Après avoir été stagiaire pendant quelques mois chez Home-Jack & Jones, il signe un premier contrat professionnel au sein de l'éphémère équipe allemande EC Bayer Worringen en 1999. Il finit à la 9e place lors du Grand Prix de la ville de Zottegem et remporte une étape et le classement de la montagne du Tour de Rhodes. L'année suivante, il intègre l'équipe Coast où il y côtoie Fernando Escartin et Alex Zülle et obtient pour meilleur résultat une 11e place au Grand Prix de Francfort. La formation faisant face à des problèmes financiers, il la quitte en mai 2003 pour rejoindre la Team CSC.
Équipier fidèle de Tyler Hamilton et Carlos Sastre, il prend part tout d'abord Tour de Suisse et termine la course au 17e rang grâce à une 10e place lors de la 7e étape. Cette performance convainc Bjarne Riis de lui offrir la dernière place disponible pour le Tour de France. Il termine son premier grand tour à la 120e place. En fin d'année, il est sélectionné pour prendre part aux Championnats du monde au Canada et se classe 32e de la course en ligne. Souffrant de problèmes de respiration et de sommeil, il met fin à sa carrière en 2004. Il se retire à Horsens et devient électricien.
En 2014, il décide de devenir triathlète et passe professionnel en 2017.

## Palmarès
- 1990
  - 2e du championnat du Danemark de poursuite par équipes juniors
- 1991
  -  Champion du Danemark de poursuite par équipes juniors (avec Tayeb Braikia, Michael Skelde et Martin Riis)
  - 2e du championnat des Pays nordiques sur route juniors
  - 3e du championnat du Danemark de course aux points juniors
- 1997
  - Champion des Pays nordiques de poursuite par équipes (avec Tayeb Braikia, Frederik Bertelsen et Michael Sandstød)
  - 2e du championnat des Pays nordiques de poursuite
  - 3e du championnat du Danemark de poursuite par équipes
- 1999
  - 2e de l'Eurode Omloop
  - 3e du Tour de la Haute-Sambre
- 2000
  - 3e du championnat du Danemark du contre-la-montre

## Résultats sur les grands tours

### Tour de France
1 participation
- 2003 : 120e

### Tour d'Espagne
1 participation
- 2003 : 136e